# MLB主義
『MLB主義』（エムエルビーイズム）は、2004年3月29日から2006年9月25日までTBSで放送された野球をテーマにしたトーク番組である。

## 概要
出演者の石橋貴明が、その他の出演者たちとともにメジャーリーグについてトークをしたり、メジャーリーグの動向を分析したりしていた番組である。
2004年度の放送では、野球解説者の牛島和彦がレギュラーで出演していた。翌2005年度では各月ごとに訪れるゲストとのトークが中心になったが、2006年度では元横浜ベイスターズ投手でメジャーリーグ経験のある佐々木主浩をレギュラーに迎えていた。
番組は石橋たちのトークのほか、様々な企画を実施していた。主な企画に、メジャーリーグ界隈で起きた出来事をランキング形式で紹介する『今週のTOP20』、石橋が日本人メジャーリーガーに電話でインタビューをする『メジャーに直電』、横浜ベイスターズを応援する『ベイスターズ主義』、ベイスターズのエグゼクティブ・アドバイザーに就任した石橋が球団ファンの願いを聞き届ける『お願い!EA』などがあった。
この番組はメジャーリーグのレギュラーシーズン中に放送された期間限定番組で、同時期に石橋が出演していたTBSの料理番組『イシバシ・レシピ』と交互に編成されていた。番組は2006年度の放送をもって終了し、翌年4月からは後継番組の『MLB侍』がスタートした。
尚、石橋と牛島はこの番組での共演をきっかけにエグゼクティブアドバイザーとしての契約を牛島が横浜ベイスターズが監督を行っている間、結んでいた。

## 放送時間
時刻はいずれもJST。
- 毎週月曜 24:50 - 25:20 （2004年4月 - 同年9月） - 初回の3月29日放送分は24:55から放送。10月4日・11日・18日放送分は25:25から放送。
- 毎週月曜 24:55 - 25:25 （2005年4月 - 同年9月）
- 毎週月曜 24:55 - 25:25 （2006年4月 - 同年9月）

## 出演者
- 石橋貴明（とんねるず）
- 牛島和彦（野球解説者） - 2004年度に出演。
- 佐々木主浩（元横浜ベイスターズ投手） - 2006年度に出演。
- パトリック・ハーラン（パックンマックン）
- 高畑百合子（TBSアナウンサー）

## スタッフ
- プロデューサー・演出 - 安江圭、大橋功
- 制作 - TBSテレビ
- 製作 - TBS

## エピソード
- 2004年7月7日、石橋貴明と松田聖子がユニットを組み、SEIKO with Crazy.T名義で『Smile on me』をリリースした。この曲は番組のエンディングテーマになり、また、この年のTBSのプロ野球中継テーマ曲にも採用された。
- この番組に出演していた牛島和彦は2005年に横浜ベイスターズの監督に就任したが、その際に牛島が石橋に熱いリクエストをしたことにより、石橋はベイスターズのエグゼクティブ・アドバイザーに就任した。就任後、石橋はベイスターズを盛り上げた。